# Sciaphilus
Sciaphilus är ett släkte av skalbaggar som beskrevs av Carl Johan Schönherr 1823. Sciaphilus ingår i familjen vivlar.

## Dottertaxa tillSciaphilus, i alfabetisk ordning[1][2]
- Sciaphilus afflatus
- Sciaphilus albilaterus
- Sciaphilus alboscutellaris
- Sciaphilus algericus
- Sciaphilus alternans
- Sciaphilus asperatus
- Sciaphilus auronis
- Sciaphilus barbatulus
- Sciaphilus beckeri
- Sciaphilus bellus
- Sciaphilus brevipes
- Sciaphilus brevipilis
- Sciaphilus caesius
- Sciaphilus carinidorsum
- Sciaphilus carinula
- Sciaphilus chevrolati
- Sciaphilus chobauti
- Sciaphilus corpulentus
- Sciaphilus costulatus
- Sciaphilus curtipennis
- Sciaphilus dalmatinus
- Sciaphilus diversepubens
- Sciaphilus dividuus
- Sciaphilus ebeninus
- Sciaphilus elegans
- Sciaphilus fairmairei
- Sciaphilus fasciolatus
- Sciaphilus giganteus
- Sciaphilus haagi
- Sciaphilus hampei
- Sciaphilus helenae
- Sciaphilus henoni
- Sciaphilus hirtipennis
- Sciaphilus hispidus
- Sciaphilus humeralis
- Sciaphilus infuscatus
- Sciaphilus innotatus
- Sciaphilus jonicus
- Sciaphilus latiscrobs
- Sciaphilus lucidulus
- Sciaphilus maculatus
- Sciaphilus meridionalis
- Sciaphilus microps
- Sciaphilus minutissimus
- Sciaphilus muricatus
- Sciaphilus ningnidus
- Sciaphilus oblongus
- Sciaphilus ovipennis
- Sciaphilus pallidesquamosus
- Sciaphilus pertusicollis
- Sciaphilus planirostris
- Sciaphilus procerus
- Sciaphilus pruinosa
- Sciaphilus pruinosus
- Sciaphilus ptochoides
- Sciaphilus pulcher
- Sciaphilus pusillus
- Sciaphilus rasus
- Sciaphilus reitteri
- Sciaphilus rivierae
- Sciaphilus rubi
- Sciaphilus scitulus
- Sciaphilus setifera
- Sciaphilus setiferus
- Sciaphilus setosulus
- Sciaphilus siculus
- Sciaphilus smaragdinus
- Sciaphilus squalidus
- Sciaphilus subnudus
- Sciaphilus sulcirostris
- Sciaphilus syriacus
- Sciaphilus variegatus
- Sciaphilus vaulogeri
- Sciaphilus viridis
- Sciaphilus vittatus